# Tatort: Der oide Depp
Der oide Depp ist ein Fernsehfilm aus der Krimireihe Tatort. Der vom Bayerischen Rundfunk produzierte Beitrag wurde am 27. April 2008 im Ersten erstgesendet.
Batic und Leitmayr rollen den über 40 Jahre zurückliegenden Mord an zwei Animierdamen wieder auf. Die moderne forensische Technik ermöglicht es ihnen, einen der berühmtesten Fälle der bayerischen Kriminalgeschichte neu zu untersuchen.

## Handlung
Als der ehemalige Unterweltkönig Robert „Roy“ Esslinger sein Auto ohne Parkschein abstellt, wird es prompt abgeschleppt. Die Polizei findet darin einen Dolch, die Tatwaffe zu zwei mehr als 40 Jahre zurückliegenden Mordfällen. Batic und Leitmayr sollen die alten Fälle neu bearbeiten. Dabei wird ihnen Kommissar Bernhard „Opa“ Sirsch zur Unterstützung zugeteilt, ein grantiger älterer Beamter, der behauptet, nicht einmal einen Computer bedienen zu können. Die Ermittler befragen Esslinger nach dem Fund der Mordwaffe. Er nimmt die Neuigkeit gelassen auf. Man hat ihm im Laufe seiner Aktivitäten im Münchner Rotlichtmilieu schon öfter Straftaten nachweisen wollen. Zudem hat er 1965 selber ein Kopfgeld auf den Mörder ausgesetzt, da die Ermordeten seine Angestellten waren. Als die Kommissare im Begriff sind zu gehen, erhält Esslinger einen Anruf, der ihn sichtlich beunruhigt. Kurz darauf wird Esslingers Hund vergiftet, Esslinger erleidet darauf einen Herzanfall und wird ins Krankenhaus eingeliefert. Leitmayr vermutet, dass der Anschlag mit den Ereignissen von 1965 zu tun hat.
Die Münchner Beamten durchforsten in mühsamer Kleinarbeit die verstaubten Aktenordner der Vergangenheit. Dabei finden sie heraus, dass Gina Echsner, das erste der beiden Mordopfer, ein Jahr vor ihrem Tod jemanden anzeigen wollte, sich es auf dem Polizeirevier aber in letzter Minute anders überlegt hatte. Weiterhin stellen die Ermittler fest, dass Johanna Wiesnet, das andere Mordopfer, ein Jahr nach ihrer Kollegin Gina Echsner und nach genau dem gleichen Tatmuster ermordet worden ist, aber zu ihrem Fall kaum Ermittlungsunterlagen existieren. Leitmayr, Batic und Sirsch fahren zu Johanna Wiesnets Mutter, die sich erinnert, dass ihre Tochter einmal ihre Freundin Gina und deren Freund mit nach Hause gebracht hat. Die Ermittler vermuten, dass dieser Polizist massiv in den Fall verstrickt ist. An den Namen kann sich die alte Frau jedoch nur noch bruchstückhaft erinnern und benennt ihn mit „Leonhard“. Bei ihrer Recherche stoßen die Kommissare immer wieder auf fehlerhafte und unvollständige Ermittlungsakten, so können sie keinen Polizisten mit dem Namen „Leonhard“ finden. Der alte Polizeibeamte Hubert Würzbauer, der damals mit dem Mordfall zu tun hatte und kurz danach seinen Dienst quittiert hatte, wird befragt und erinnert sich nur noch, dass er an dem Abend allein auf Streife war. Als sie den damaligen Leiter der Kriminalpolizei und späteren Polizeipräsidenten Dr. Landgräber befragen, gesteht dieser ein, dass ihm bewusst war, dass es sich bei beiden Morden um Sexualdelikte handelte. Doch sehr viel ergiebiger war die Befragung nicht, und so vermuten Batic und Leitmayr, dass Esslinger und Landgräber einen Deal miteinander gehabt haben könnten.
Den Ermittlern fällt schließlich das merkwürdige Verhalten ihres Kollegen Sirsch auf, der sich in bestimmten Situationen zurückhält und bei anderen wieder seltsam aktiv wird. Bei einer eher zufälligen Rückfrage bei der letzten Einsatzstelle von Sirsch in Mecklenburg-Vorpommern erfahren die Kommissare, dass Sirsch als IT-Fachmann gilt. Sie sehen sich daraufhin in Sirschs Wohnung um und finden dort umfangreiche Unterlagen zum Fall Echsner. Als ihnen dazu noch ein Foto von Sirsch und Gina in die Hände fällt, wird klar, dass Bernhard Sirsch ihr gesuchter „Leonhard“ sein muss, der zum Zeitpunkt des Mordes mit Gina Echsner liiert war. Sie gehen davon aus, dass er auch für den Anschlag auf Esslingers Hund verantwortlich ist, und fahren zu Esslinger, um ihn vor Sirsch zu schützen.
Als sie dort auftauchen, erwartet sie Sirsch bereits. Mit einem entsicherten Gewehr bewaffnet, fordert er Esslinger auf, den Mord an den beiden Frauen zu gestehen, nachdem Gina Echsner kündigen und mit Sirsch ein neues Leben beginnen wollte. Esslinger lässt sich allerdings nicht zu einem Geständnis hinreißen, sondern macht Andeutungen, wonach Sirschs damaliger Freund und Kollege Hubert Würzbauer in die Morde verstrickt sein soll. Esslinger hört nicht auf, Sirsch zu provozieren, der ihm daraufhin das Gewehr an den Kopf hält und abdrückt. Es fällt kein Schuss, da die Waffe nicht geladen war, allerdings erleidet Esslinger durch den Schock einen Herzinfarkt. Während Batic und Leitmayr sich um Esslinger kümmern, fährt Sirsch umgehend zu Würzbauer. Auf die damaligen Morde angesprochen, verliert Würzbauer die Fassung und greift Sirsch mit einem Messer an. Es stellt sich heraus, dass Würzbauer perverse Neigungen hatte und Johanna Wiesnet bei seinen Bordellbesuchen einmal fast zu Tode gewürgt hatte. Esslinger, der seinerseits in Gina verliebt war und nicht verwinden konnte, dass sie sich für Sirsch entschieden hatte, erpresste Würzbauer mit seinem Wissen über ihn, damit dieser Gina vergewaltigte und umbrachte. Die Aufklärung der Morde scheiterte somit an der Beteiligung Würzbauers und am „Stillhaltepakt“, den Esslinger seinerzeit mit dem Kripo-Chef Landgräber geschlossen hatte, der ebenfalls regelmäßiger Gast in seinen Etablissements war. Batic und Leitmayr finden Sirsch zwar noch lebend vor, er stirbt allerdings noch in Würzbauers Wohnung. Würzbauer selbst lässt sich widerstandslos festnehmen und gesteht neben dem Mord an Gina Echsner auch den an Johanna Wiesnet ein Jahr später.

## Hintergrund
Unter dem Arbeitstitel „Dickschädel“ wurde der Tatort in München und Umgebung gedreht.
Regisseur Michael Gutmann arbeitete über den gesamten Film in schwarz-weiß gedrehte Rückblicke ein, die dem Zuschauer die Geschichte von damals erzählen. Für dieses Stilmittel verwendete er auch alte Archivaufnahmen aus der Polizeiserie Funkstreife Isar 12 von Michael Braun. Der Streifenwagen aus der Archivaufnahme hatte das Kennzeichen „M-7086“, während bei den neuen Aufnahmen „M-0416“ auf dem Nummernschild steht. Dieses Stilmittel widersprach eigentlich einer Anordnung des ARD-Programmdirektors Günter Struve, nach der bei Eigenproduktionen schwarz-weiß zu vermeiden sei.
Das Budget für die Dreharbeiten war höher als üblich, so dass für den Nachtclub und das Polizeirevier der 1960er Jahre neue Filmsets angefertigt werden konnten. Die Rückblenden wurden auf Schwarzweiß-Negativfilm gedreht und orientieren sich auch an den damaligen Stilmitteln wie z. B. lange Einstellungen.

## Rezeption

### Einschaltquoten
Die Erstausstrahlung von Der oide Depp am 27. April 2008 wurde in Deutschland von 7,52 Millionen Zuschauern gesehen und erreichte einen Marktanteil von 22,8 % für Das Erste.

### Kritiken
Beim Stern schrieb Kathrin Buchner: „Es ist die zeitlose Geschichte um Liebe, Sex, Leidenschaft, Macht und unterdrückte Triebe – eine klassische Tragödie mit großartigen Schauspielern und einem mitreißenden Drehbuch, die genauso gut auf der Kinoleinwand stattfinden könnte.“
Michael Seewald nannte den Krimi in derfaz.net „Ein kleines Meisterwerk“, „das geschickt mit verschiedenen Zeitebenen spielt und ein unglaubliches Ensemble brillieren lässt. [...] Das Spiel der Darsteller ist so eindringlich, dass man sich fragt, ob der Verzicht auf Farbe den Blick auf die Charaktere schärft.“
Bei Der Welt meinte Franz Solms-Laubach: Es „sind vor allem die Rückblicke, die den Film zu einem überragenden Teil der Tatort-Reihe machen. Die Filmerzählung springt immer wieder zwischen der Jetzt-Zeit und 1965 und die schwarz-weiß Szenen wirken dabei so, als seien sie Szenen eines verloren gegangenen Films. [...] Der oide Depp ist ein ganz außergewöhnlicher Tatort. Mit dem Stilmittel der Rückblende und der Aufklärung eines über vierzig Jahre zurückliegenden Mordfalles greift der Film zwar scheinbar eine gängige Idee amerikanischer TV-Serien wie Bones und anderer Ermittlungsserien zurück, doch wird das Stilmittel hier perfektioniert. Was in 45-Minuten-Serien oft sehr gestelzt wirkt, wird hier in 90-Minuten langsam entwickelt und geschickt auserzählt. Das liegt natürlich auch an der hervorragenden Besetzung von Jörg Hube als fiesem Zuhälter-Mops, an Fred Stillkrauth als knorrigem alten Polizisten-Kauz und an Muriel Roth als zuckersüßer Edelnutte Gina. Sie geben dem Film die nötige Tiefe.“
Beim Focus.de schrieb Carin Pawlak: „Die Bayern liefern eine Folge, die mit Gewohnheiten bricht. Eine Sternstunde des Fernsehens. [...] Streng-ästhetische Bilder, dicht erzählte Milieu-Szenen ziehen den Zuschauer in die Mordfälle an zwei Prostituierten hinein. Auch weil die Zeitschichten kunstvoll ineinander verschränkt sind, auch weil die Doppelbesetzung der Schauspieler perfekt funktioniert. [...] Das kluge Buch von Alexander Adolph und die feine Regie von Michael Gutmann spinnen eine zweite Erzählebene. Auf die sind große Menschheitsthemen gepackt: Scham, Schuldgefühl, Angst und der Schmerz über die Liebe, die verloren ist. Oder unerfüllt. Die Rückschau zwingt die Figuren, die gut verschlossenen Türen zu den Kammern ihrer unschönen Erinnerungen aufzubrechen. Wir sehen Tragödie. Und Katharsis. Nicht weniger. München leuchtet. Und dieser „Tatort“ aus München überstrahlt vieles, was im deutschen Fernsehen läuft.“
Rainer Tittelbach von Tittelbach.tv urteilte: „Großartige Idee, komplexes Buch, stilvolle Inszenierung, tolle Urgesteine. [...] Dieser ‚Tatort‘ zeigt, dass die erwünschte Aufmerksamkeit am Sonntagabend sich nicht nur mit gesteigerter Brutalität und sozialen Reizthemen erzielen lässt, sondern auch mit Intelligenz, Einfallsreichtum und Rück-Sicht. Dass ‚Der oide Depp‘ ein echtes TV-Schmuckstück geworden ist, überrascht kaum. Regisseur Gutmann, alles andere als ein Fernsehkrimi-Routinier, schrieb die Bücher zu den Kino-Erfolgen ‚Nach fünf im Urwald‘, ‚Crazy und Lichter‘. Auch Alexander Adolph ist ein verdienter Kollege – mit zwei Grimme-Preisen und einem Deutschen Fernsehpreis innerhalb der letzten fünf Jahre.“
Dir Kritiker der Fernsehzeitschrift  TV Spielfilm bewerteten den Film als „Launiges Glanzlicht der Reihe, mit schön ausgestatteten Schwarz-Weiß-Rückblenden in die 60er. Ein ‚Tatort‘-Highlight. [Fazit:] Originelle Story mit ganz feiner Besetzung.“

### Auszeichnungen
Die Folge wurde für den Grimme-Preis nominiert.